# 947
| Calendário gregoriano                                                        | 947 CMXLVII                                          |
| Ab urbe condita                                                              | 1700                                                 |
| Calendário arménio                                                           | 396 – 397                                            |
| Calendário bahá'í                                                            | -897 – -896                                          |
| Calendário budista                                                           | 1491                                                 |
| Calendário chinês                                                            | 3643 – 3644 Início a 25 de janeiro (aproximadamente) |
| Calendário copta                                                             | 663 – 664                                            |
| Calendário etíope                                                            | 939 – 940                                            |
| Calendários hindus - Vikram Samvat - Calendário nacional indiano - Cáli Iuga | 1002 – 1003 868 – 869 4047 – 4048                    |
| Calendário Holoceno                                                          | 10947                                                |
| Calendário islâmico                                                          | 335 – 336                                            |
| Calendário judaico                                                           | 4707 – 4708                                          |
| Calendário persa                                                             | 325 – 326                                            |
| Calendário rúnico                                                            | 1197                                                 |
| Calendário solar tailandês                                                   | 1490                                                 |

947 (CMXLVII na numeração romana) foi um ano comum do século X do Calendário Juliano, da Era de Cristo, teve início a uma sexta-feira e terminou também a uma sexta-feira, e a sua letra dominical foi C (52 semanas).
No território que viria a ser o reino de Portugal estava em vigor a Era de César que já contava 985 anos.
| Ano completo                       |
| ---------------------------------- |
| Ano comum com início à sexta-feira |

1. ↑  joanabraga (19 de agosto de 2022). «Mudança da Era de César para o Ano do Nascimento de Nosso Senhor Jesus Cristo | Arquivo Nacional Torre do Tombo». Arquivo Nacional Torre do Tombo | Mais um site Sites DGLAB. Consultado em 23 de julho de 2025